# 5 Times Square
5 Times Square es un rascacielos de oficinas de 38 pisos en el extremo sur de Times Square en el Midtown Manhattan de Nueva York (Estados Unidos). Mide 175 m de altura y está ubicado en la acera occidental de la Séptima Avenida entre las calles 41 y 42. Fue diseñado por Kohn Pedersen Fox Associates (KPF) y desarrollado por Boston Properties para Ernst & Young (EY). El sitio es propiedad de la Corporación de Desarrollo Económico de la Ciudad de Nueva York, aunque David Werner y RXR Realty tienen un contrato de arrendamiento a largo plazo.
KPF planeó la fachada como un muro cortina de vidrio, con grandes vallas publicitarias en los pisos inferiores como parte del Proyecto de Desarrollo de la Calle 42. Los cimientos consisten en zapatas poco profundas debajo de la mayor parte del sitio, aunque partes de la parcela colindan con los túneles del metro de Nueva York y están sostenidas por pozos. La superestructura de acero incluye vigas de acero de celosía resistente al viento, así como un núcleo mecánico. El edificio tiene 102 193 m² de superficie, gran parte de la cual se dedica a oficinas. Los tres pisos más bajos tienen espacio comercial y una entrada a la estación Times Square–Calle 42.
Durante las décadas de 1980 y de 1990, Park Tower Realty y Prudential Insurance Company of America habían planeado desarrollar una torre para el sitio como parte de una remodelación de gran alcance de la calle 42 West. Tras el exitoso desarrollo de los cercanos 3 y 4 Times Square, Boston Properties construyó 5 Times Square y Times Square Tower. La obra comenzó en 1999 después de que EY fuera firmado como inquilino ancla, alquilando todo el edificio por 20 años. El inmueble se inauguró en 2002. Boston Properties vendió el arrendamiento a largo plazo de 5 Times Square en 2006 a AVR Realty, que lo revendió en 2014 a un grupo liderado por David Werner. RXR Realty compró una participación del 50 % en el arrendamiento en 2016 y comenzó a renovarlo en 2020.

## Sitio
5 Times Square está en el lado oeste de la Séptima Avenida, entre las calles 41 y 42, en el extremo sur de Times Square en Midtown Manhattan de Nueva York. El terreno tiene forma de L y cubre 2523 m², con un frente de 60 m en la Séptima Avenida y una profundidad de 46 m. El lado de la calle 42 es más profundo que el de la 41. El inmueble se encuentra en el extremo este de una manzana que también tiene el New Amsterdam Theatre, el Candler Building y Madame Tussauds New York. Otros edificios cercanos incluyen Times Square Theatre y Lyric Theatre al noroeste, New Victory Theatre y 3 Times Square al norte, One Times Square y 4 Times Square al noreste, y Times Square Tower al este.
Una entrada a la estación Times Square–Calle 42 del metro de Nueva York, servida por el tren 1, está dentro de la base del edificio en la calle 42. Otra entrada a la misma estación está en la calle 41. 3, 4 y 5 Times Square y Times Square Tower comprenden un grupo de edificios de oficinas construidos en el extremo sur de Times Square a fines de los años 1990 y principios de la de 2000. El área circundante es parte del Theater District de Manhattan y alberga muchas salas del circuito de Broadway. El sitio de 5 Times Square fue ocupado por un hotel de 12 pisos que se inauguró a fines de los años 1890, mientras que el New Amsterdam Theatre se construyó en el lote adyacente aproximadamente al mismo tiempo.

## Diseño
5 Times Square fue diseñado por Kohn Pedersen Fox Associates (KPF). Fue desarrollado por Boston Properties como las oficinas de Ernst & Young (EY) en Nueva York. Quartararo & Associates fue el gerente de construcción. AMEC fue el contratista principal, Thornton Tomasetti fue el ingeniero estructural y Jaros, Baum & Bolles fue el ingeniero mecánico, eléctrico y de plomería. Además, Mueser Rutledge Consulting Engineers fue el ingeniero geotécnico y Vollmer Associates fue el ingeniero civil del sitio. Oficialmente, la Corporación de Desarrollo Económico de la Ciudad de Nueva York es propietaria de la estructura. 5 Times Square tiene 38 pisos sobre el suelo y dos sótano Mide 175 m a su punta arquitectónica. También hay dos pisos en el sótano que miden hasta 9 m profundidad.

### Forma y fachada
El edificio es parte del Proyecto de Desarrollo de la Calle 42 y, por lo tanto, podría eludir muchas reglas de zonificación de la ciudad, como las relacionadas con la proporción de área de piso (FAR). La torre sigue las reglas de zonificación del Proyecto de Desarrollo de la Calle 42, que no requieren retranqueos o planos de exposición al cielo en pisos más altos, lo que permite un FAR mucho más alto para el espacio utilizable. En consecuencia, Times Square Tower ocupa todo su sitio, con un FAR de 36. Según Karrie Jacobs de la revista New York, el edificio tiene una masa y fachadas variadas que eran apropiadas para el "carácter ostentoso" de Times Square. 5 Times Square se eleva en gran parte como una losa, con secciones retraídas al norte y al este, alejándose de la esquina noreste del edificio. Douglas Hocking dijo que KPF se había inspirado en los diseños de Fox & Fowle para los edificios 3 y 4 Times Square, así como en las propuestas sin construir de Philip Johnson para los edificios 3, 4, 5 y 7 Times Square durante las décadas de 1980 y 1990. El Proyecto de Desarrollo de la Calle 42 también exigió un área de piso mínima y un número mínimo de plantas. Dado que los sistemas mecánicos, eléctricos y de plomería no contaban para estos mínimos, se colocaron en el techo.

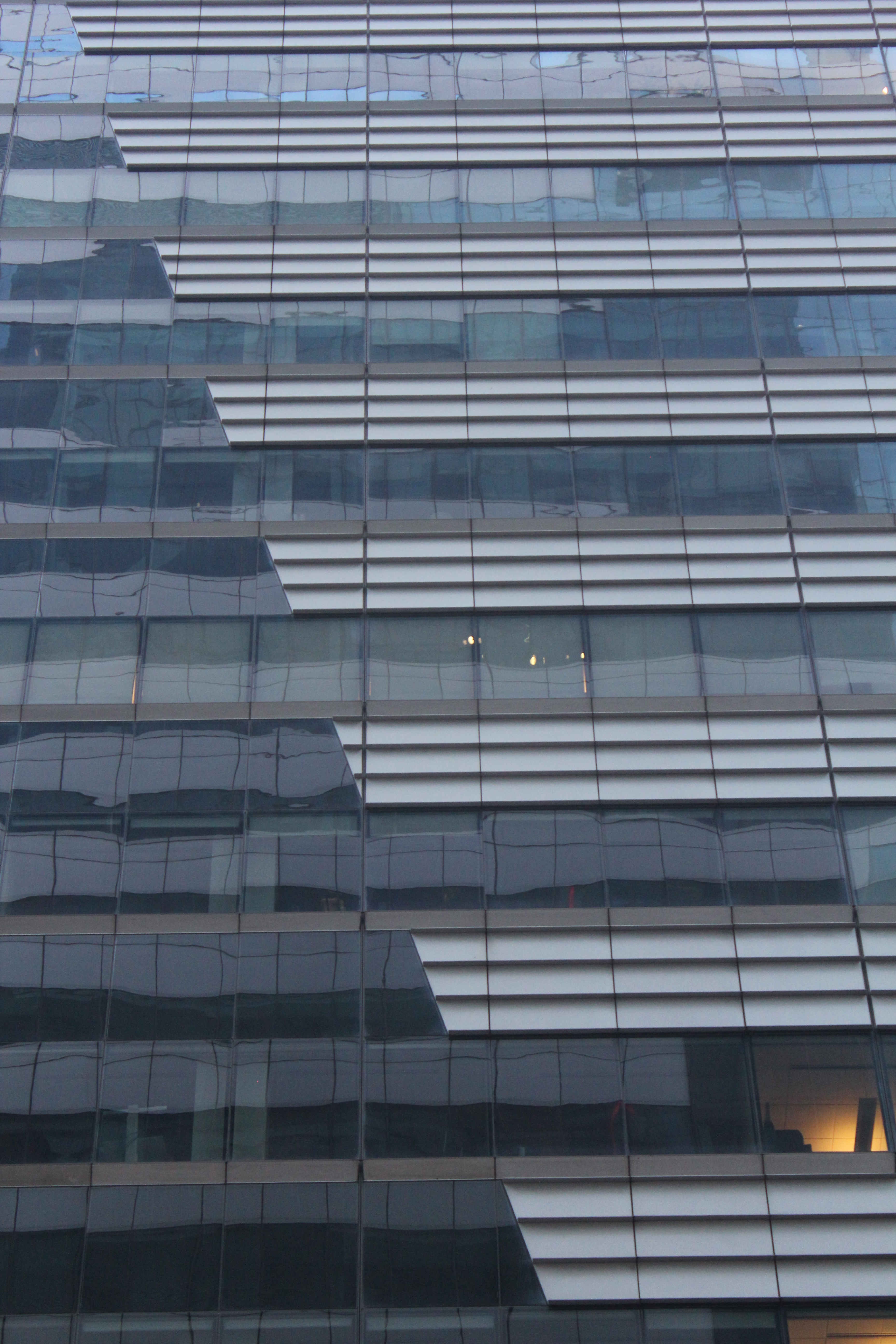
Detalle de fachada

5 Times Square tiene varias vallas publicitarias electrónicas en su fachada, que oscurecen gran parte de los pisos segundo, tercero y cuarto. Estas se incluyen como parte del Proyecto de Desarrollo de la Calle 42 y estaban destinadas a evocar la señalización histórica de Times Square. Específicamente, se requería que el edificio tuviera al menos 1672 m² de vallas. En la esquina noreste, los letreros suben al séptimo piso. Hocking dijo que su equipo usó modelos de computadora para comparar diferentes tipos de señalización. Sin embargo, los letreros de los desarrolladores tenían que estar separados de los requeridos por el Proyecto de Desarrollo de la Calle 42. Como resultado, se montó en la esquina noreste un letrero vertical de 22 pisos de altura con el nombre de Ernst & Young.
La entrada de la oficina principal está en el medio de la sección de la Séptima Avenida. La esquina de la Séptima Avenida y la calle 41 tiene una entrada a un restaurante Red Lobster de tres pisos, con una langosta giratoria de neón que mide 3 m de largo. Encima de la entrada hay un letrero curvo que mide 18 m de largo. El muro cortina está hecho de cristales reflectantes. Las enjutas entre pisos son una mezcla de vidrio reflectante y paneles horizontales plateados, dispuestos de manera que parezcan formar una "rebanada" diagonal. El corte, así como las variaciones masivas, evocan la diagonal que sigue Broadway, una cuadra al este, en relación con la cuadrícula de calles de Manhattan. Las secciones norte y sur, así como la cornisa, están iluminadas. El diseño del exterior fue examinado por varias agencias gubernamentales, grupos de defensa y posibles inquilinos.

### Características estructurales

#### Infraestructura
Debajo del sitio hay un lecho de roca madre de Hartland, que en algunos lugares está cubierto por tierra o roca erosionada. Antes de la obra, los contratistas hicieron cuatro perforaciones. Descubrieron que el lecho rocoso de Hartland había sido cubierto por 1,5 a 3,7 m de relleno artificial y que había agua subterránea de unos 9 m por debajo del nivel de la calle. La línea del lote sur es adyacente al túnel del metro IRT Línea Flushing (utilizado por los trenes 7 y <7>) debajo de la calle 41, que tiene unos 8 m debajo del nivel más bajo del sótano y 17 m por debajo del nivel de la calle. La línea este del lote linda con la línea de la Séptima Avenida-Broadway (1), que mide aproximadamente 9 m bajo la Séptima Avenida. El sótano del New Amsterdam Theatre sobresale debajo de la mitad sur del lote y mide 6 m profundidad.
El agua subterránea se drenó mediante bombas y la mayor parte del edificio se construyó sobre cimientos poco profundos. Debido a que el túnel del metro Flushing Line estaba a 61 cm de la línea de lote de 5 Times Square, el consultor de ingeniería recomendó que incorporar los cajones un punto por debajo del túnel invertido, utilizando sensores para detectar el movimiento de tierra. Se utilizaron varios métodos de refuerzo para el perímetro del lote. Cerca del túnel Flushing Line, la pared sur está sostenida por pequeños pozos de cimentación de aproximadamente 305 mm de diámetro. Cada uno de los cajones tiene tres núcleos de metal y descienden a unos 2 m debajo del túnel invertido. El Departamento de Edificios de la Ciudad de Nueva York otorgó a los constructores una exención para usar material de mayor resistencia para los cajones. La línea del lote sur también tiene treinta anclajes de roca para resistir el levantamiento del viento; cada ancla tiene una carga de 200 080 lbf. El resto de la cimentación se compone de zapatas de hormigón. La subrasante de la zapata tiene una capacidad de 83 397 psi.

#### Superestructura

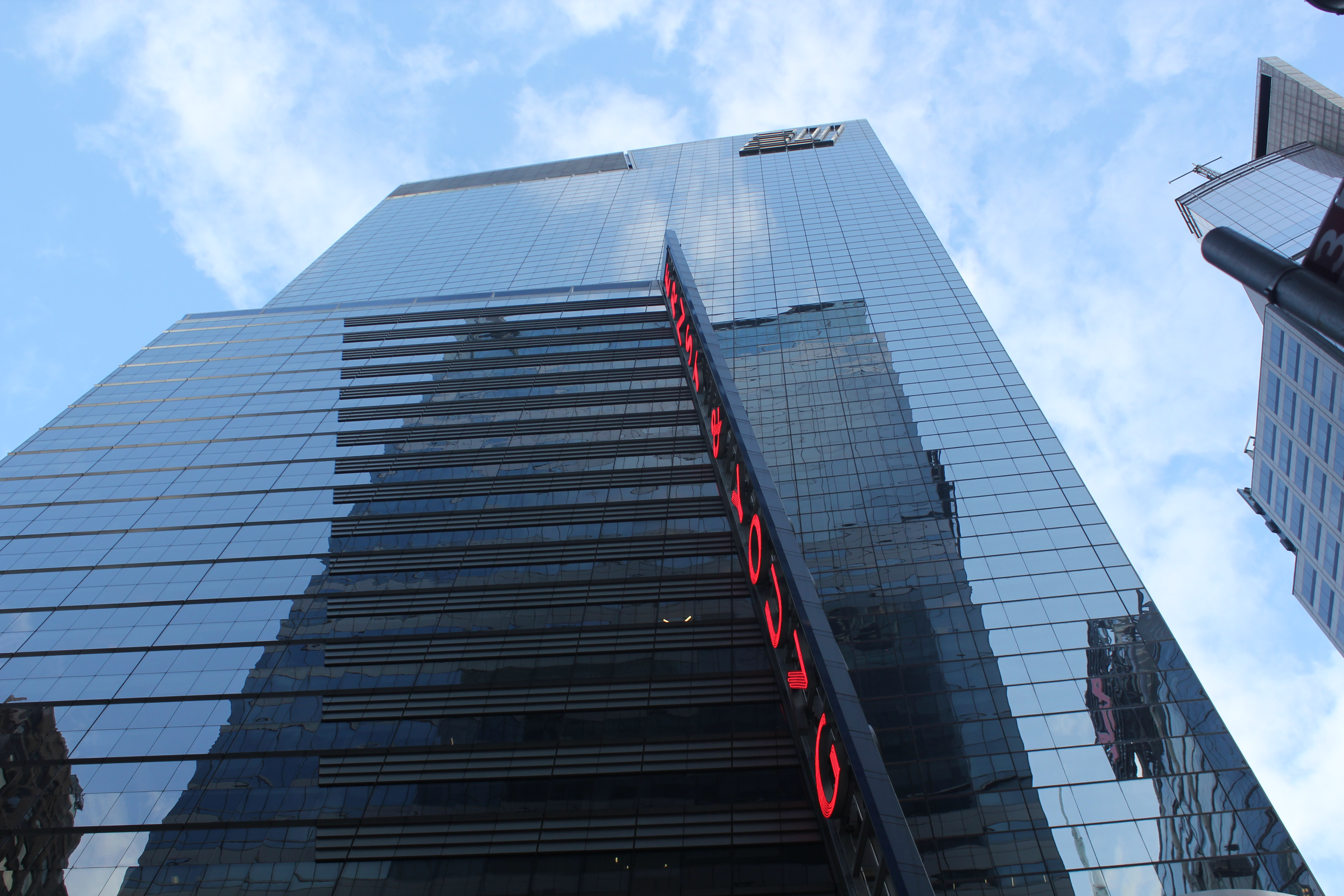
Visto desde el suelo

El acero del edificio pesa 1,2 k Pa en promedio. El edificio tiene un sistema estructural de marco resistente a momentos en su perímetro, con columnas estrechamente espaciadas y vigas enjutas horizontales. El marco necesitaba poder soportar un viento de hasta 177 km/h durante tres segundos desde cualquier dirección. Los ingenieros proyectaron que las mayores cargas de viento vendrían de las elevaciones norte y sur, por lo que las columnas en estos lados están espaciadas 3 m aparte. En las elevaciones oeste y este, las columnas en los extremos norte y sur están espaciadas a 3 m de distancia, mientras que las del centro están espaciadas 9 m aparte. Esto crea dos grupos de columnas en forma de C en los extremos norte y sur del edificio, que por lo tanto actúan como dos canales y no como un solo tubo. Las columnas en los extremos norte y sur se fabricaron como segmentos de dos pisos. Cada una tiene vigas enjutas horizontales de 1,5 m que se extienden hacia la izquierda y la derecha.
Debido a la pequeña superficie del piso, los ingenieros estructurales minimizaron el tamaño del núcleo mecánico para aumentar el espacio utilizable. El núcleo mide 11,6 por 33,5 m. Los ingenieros estructurales no pudieron estabilizar la superestructura con paredes estabilizadoras, conectando el núcleo y el exterior, debido a la falta de espacios mecánicos en los pisos intermedios. Los ingenieros determinaron que no sería eficiente construir paredes de estabilizadores en la base y en la parte superior. Dado que el núcleo no está reforzado, solo transporta cargas de gravedad. Las losas del piso consisten en cubiertas de metal compuesto de 76 mm de profundidad. Las losas consisten en vigas de acero compuesto entre el núcleo y el exterior, que miden de 10,7 a 15,2 m de largo. Las vigas de acero pueden soportar una carga viva de 2,4 kPa, aunque algunas conexiones de entramado pueden soportar cargas mayores.

### Interior
El edificio tiene alrededor de 102 193 m² de espacio interior. Un espacio comercial en 5 pisos más bajos de Times Square envuelve la esquina de la Séptima Avenida y la calle 42. El espacio comercial incluye el restaurante Red Lobster, con un par de peceras de 1590 L cada una. El restaurante tiene un bar y un salón de 79 asientos en la planta baja y un comedor principal de 280 asientos en el tercer piso. El lado de la calle 42 había un local de Sephora, un espacio estrecho y alto con un área de boutique de lujo en una pared.
El interior es servido por 20 o 21 ascensores. Según los planos, en el vestíbulo de la planta baja en la Séptima Avenida hay dos grupos de ascensores, uno de diez al norte y otro de ocho al sur. Los dos grupos están separados por dos juegos de escaleras, uno orientada al oeste y el otro al este. Se accede a un elevador de carga desde una entrada de servicio en la calle 41. Las oficinas de "poca altura" son atendidas por ocho ascensores en el lado norte, mientras que los pisos de oficinas de "altura media" y "gran altura" lo son por el sur. Gensler diseñó originalmente las oficinas de EY en un plan abierto. Los socios de EY tenían oficinas de unos 14 m² en el perímetro de cada piso, con paredes de vidrio para favorecer la luz natural. Los espacios de las esquinas se utilizaron como salas de conferencias. Los socios principales tenían oficinas un poco más lujosas en el piso 37, pero incluso la del presidente ocupaba solo 33 m².

## Historia

### Desarrollo

#### Planes iniciales
La Empire State Development Corporation (ESDC), una agencia del gobierno del estado de Nueva York, había propuesto remodelar el área alrededor de una porción de la calle 42 en 1981. Se iban a construir cuatro torres diseñadas por Philip Johnson y John Burgee alrededor de las intersecciones de la calle 42 con Broadway y la Séptima Avenida. Estas torres habrían sido remodeladas por George Klein de Park Tower Realty, aunque Prudential Insurance Company of America se unió al proyecto en 1986. Además, como parte del distrito de zonificación especial de West Midtown creado en 1982, el gobierno de la ciudad de Nueva York había permitido que se desarrollaran nuevos edificios en Times Square con una mayor proporción de área de piso. Para garantizar que el área no se oscureciera al anochecer, la ciudad aprobó regulaciones de zonificación que alentaron a los desarrolladores a agregar letreros grandes y brillantes en sus edificios.
La oposición de la Organización Durst, junto con la incapacidad de Prudential y Park Tower para asegurar inquilinos para los edificios propuestos, llevó a los funcionarios del gobierno a permitir que Prudential y Park Tower pospusieran el proyecto en 1992. Para entonces, Prudential había gastado 300 millones de dólares en condenar los sitios a través del dominio eminente. Los socios conservaron el derecho a desarrollar los sitios en el futuro, y las pautas de zonificación de la ESDC permanecieron en vigor. A cambio de que se les permitiera retrasar la construcción de los sitios hasta 2002, Prudential y Park Tower se vieron obligados a agregar tiendas e instalar grandes letreros en los edificios existentes. La esquina suroeste de la calle 42 y la Séptima Avenida fue arrendada en julio de 1995 por The Walt Disney Company, que abrió su tienda allí a fines de 1996.
Klein cedió el poder de toma de decisiones sobre los sitios a Prudential, que decidió salir del mercado inmobiliario por completo, vendiendo los cuatro sitios. Prudential y Klein disolvieron su sociedad en 1996. El mismo año, Douglas Durst adquirió el sitio en la esquina noreste de Broadway y la calle 42, y allí desarrolló 4 Times Square. Tras el éxito de ese desarrollo, Prudential y Park Tower comercializaron los otros tres sitios. En marzo de 1997, Prudential indicó su intención de vender los derechos de los sitios o arrendárselos a desarrolladores. La esquina noroeste de la Séptima Avenida y la calle 42 fue tomada por Reuters, que se asoció con Rudin Management y construyó 3 Times Square.

#### Planes de Boston Properties

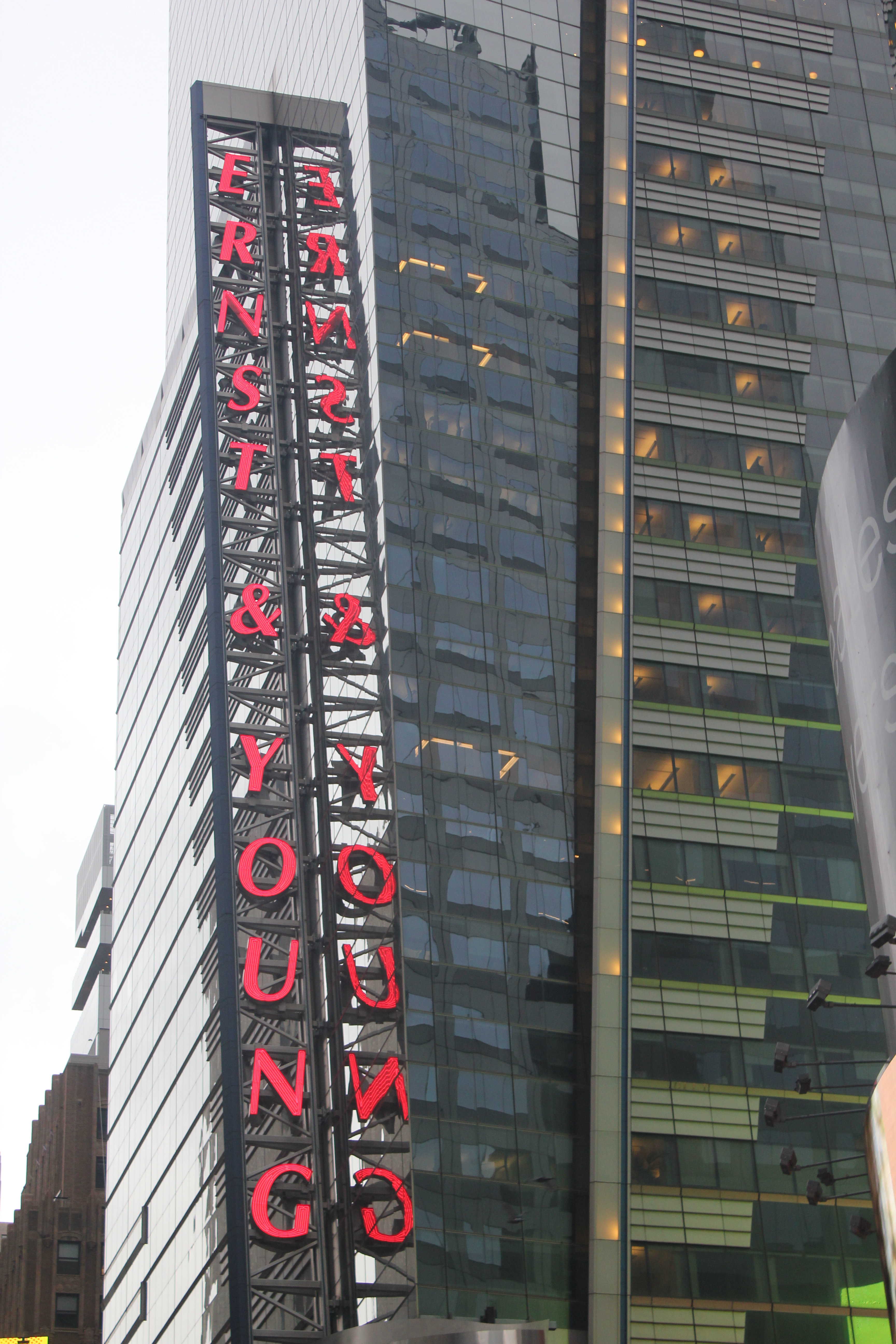
Señal vertical de Ernst & Young

A fines de 1997, varios desarrolladores, incluidos Durst, Burton Resnick, Steven Roth y Jerry Speyer, estaban licitando por el sitio de Disney en la esquina suroeste de la calle 42 y la Séptima Avenida. Klein se había asociado con The Blackstone Group en su oferta. Prudential abrió la licitación para los dos sitios restantes en marzo de 1998, ofreciendo más de 200 millones de dólares en exenciones fiscales para ambos sitios. El mismo mes, Philip Johnson y Alan Ritchie propusieron un par de edificios: uno de 40 pisos en la esquina suroeste y otro de 49 en la sureste. Este plan incluía un sistema de fachada diseñado por Fernando Vasquez y Sussman/Prejza, que consistía en paneles rectangulares sujetos a las enjutas, lo que permitía mostrar anuncios directamente en la fachada. Herbert Muschamp de The New York Times consideró que el plan "se ganó un lugar en la historia de las ideas", a pesar de ser similar a un plan anterior para el sitio.
Una empresa conjunta de Klein, Blackstone y Boston Properties finalmente ganó el derecho a adquirir ambos sitios por 330 millones de dólares. Boston Properties, operada por Mortimer Zuckerman, tomaría la propiedad mayoritaria, mientras que Klein Park Tower tendría una pequeña participación. Se había alentado a Zuckerman y Klein a ofertar por el sitio en parte porque el ESDC había ofrecido permitir un total combinado de 6637 m² en ambos sitios. Los expertos en bienes raíces habían considerado que el sitio de la esquina suroeste, que ahora ocupa el número 5 de Times Square, era el más valioso debido al área relativamente pequeña del otro lote. El estudio de arquitectura Kohn Pedersen Fox fue seleccionado en mayo de 1998. Boston Properties no tomó posesión inmediatamente de ninguno de los sitios, pero en enero de 1999 acordó comprarlos a 2001 por 312,25 millones de dólares. Tanto Disney como HBO estaban considerando oficinas en ambos sitios, pero HBO renegó a principios de 1999. Disney planeaba reabrir su tienda en la base de 5 Times Square cuando se completara el nuevo edificio.
Ernst & Young expresó interés en mudarse del 787 Seventh Avenue al lote de la esquina suroeste de Boston Properties, pero la empresa solicitó al gobierno de la ciudad 65 millones de dólares en subsidios en mayo de 1999. Para alentarla a permanecer en Nueva York, el alcalde Rudy Giuliani le otorgó a Ernst & Young más de 20 millones de dólares en reducciones de impuestos. El acuerdo incluía una exención sobre las ventas de 10 millones por materiales y equipos, así como 2 millones por capacitación y 5,5 millones por electricidad. En agosto de 1999, Boston Properties anunció que desarrollaría 5 Times Square, una sede de 37 pisos para Ernst & Young en el lote de la esquina suroeste. Ernst & Young pagaría 1000 millones de dólares para arrendarlo durante 20 años.

### Construcción
La base se construyó entre noviembre de 1999 y agosto de 2000 y requirió la demolición de la tienda Disney. 5 Times Square y sus tres desarrollos vecinos sumarían colectivamente casi 371 612 m² de espacio para oficinas. Los cuatro proyectos se comercializaban con una dirección en Times Square, que hasta principios de los años 1990 no había sido popular en el mercado inmobiliario de la ciudad. En ese momento, los alquileres de espacios comerciales alrededor de Times Square estaban aumentando drásticamente. Se esperaba que 5 Times Square costara 536 millones de dólares en total. La superestructura de acero se estaba construyendo a principios de 2001, con un centenar de trabajadores del hierro empleados en el proyecto. Muchos de los herreros del proyecto eran mohawk, un grupo que históricamente había ayudado a construir algunos de los otros edificios de oficinas de la ciudad.
Para septiembre de 2001, Ernst & Young planeaba subarrendar parte de su espacio en el edificio. A pesar de los ataques del 11 de septiembre en el Lower Manhattan poco después, la cadena minorista Champs Sports tomó algo de espacio en las tiendas a fines de 2001. Cuando el mandato de alcalde de Giuliani expiró a fines de ese año, creó la empresa consultora Giuliani Partners, que ocuparía un lugar en el número 5 de Times Square cuando se completara el edificio. Mientras tanto, el contrato de arrendamiento de la firma de contabilidad Arthur Andersen en la vecina Times Square Tower había terminado a mediados de 2002 en medio del escándalo de Enron. Después de esto, EY contrató a 332 ex empleados de Andersen para la nueva oficina de 5 Times Square. Por los avances de ingeniería del proyecto, la Asociación de Ingenieros Consultores de Nueva York le otorgó un premio de platino en 2001 y un premio de oro en 2003.

### Uso
El edificio se completó en mayo de 2002, y EY comenzó a trasladar a 3300 empleados a 5 Times Square. Para ese mes de septiembre, se habían mudado 4000 empleados, que ocupaban todos los pisos de oficinas. Tras la apertura, había 18 581 m² vacantes, aunque esto no se anunció públicamente. El Departamento de Finanzas valoró 5 Times Square en 2003 en 355 millones de dólares, un aumento del 65 por ciento con respecto al cálculo del año anterior de 215 millones de dólares. Un restaurante Red Lobster de tres pisos abrió en la base en julio de 2003. En la base también estaba la Times Square Brewery, que había sido desplazada del sitio de Times Square Tower, así como una tienda Champs Sports. Un montacargas en el edificio se estrelló en 2004, y en el accidente murió  una persona.

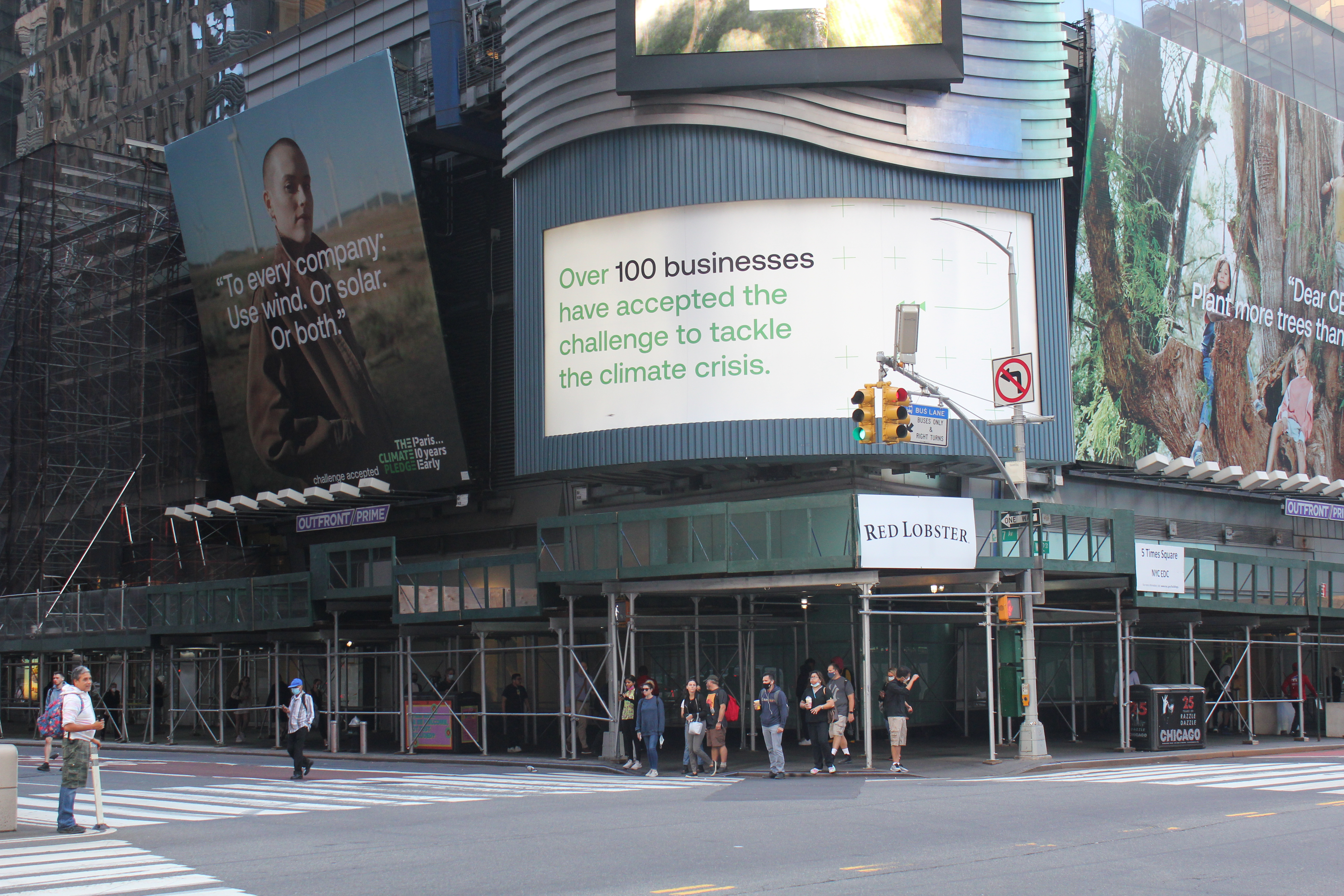
Esquina redondeada alrededor de la base de 5 Times Square

Boston Properties intentó vender 5 Times Square a principios de 2006 a Istithmar World. Sin embargo, este se negó a comprarlo porque EY sería el auditor de la venta. Después de volver a poner el edificio a la venta en octubre de 2006, Boston Properties lo vendió el mes siguiente a AVR Realty por 1280 millones de dólares en efectivo, o alrededor de 12 110 dólares/m². La venta, un récord para el momento, fue parte de una tendencia de los real estate investment trust que compraron propiedades en Midtown a mediados de los años 2000. Ese año, NBC Universal erigió una pantalla y dos vallas publicitarias sobre la tienda Champs Sports, para un total de 325 m². Sephora abrió una tienda en la base del edificio en julio de 2009. AVR contrató a CBRE Group para comercializar el edificio en 2011 antes de una posible venta.
Un grupo liderado por David Werner compró 5 Times Square en 2014 por 1500 millones de dólares, la transacción de oficinas más grande en la ciudad en cuatro años. El grupo de Werner adquirió un préstamo intermedio de 150 millones de RXR Realty. A principios de 2016, RXR compró una participación del 50 por ciento por 800 millones. En ese momento, se esperaba que el préstamo de 1000 millones que se había utilizado para financiar la compra del edificio por parte de Werner vence en marzo de 2017. EY también estaba buscando desocupar hasta 15 794 m² en 5 Times Square, aunque le quedaban cinco años en su contrato de arrendamiento. Al vencimiento del préstamo original, RXR y Werner aseguraron un refinanciamiento de 1400 millones de dólares con Morgan Stanley. Esto incluyó la reestructuración de un préstamo existente de 782 millones y un nuevo capital mezzanine de 618 millones. EY indicó a fines de 2017 que se mudaría a 1 Manhattan West cuando expirara su contrato de arrendamiento de 5 Times Square. y Champs Sports también se trasladaron al vencimiento de su propio contrato de arrendamiento. Sephora también planeaba mudarse.
Durante la pandemia de COVID-19 en Nueva York en agosto de 2020, SL Green Realty indicó que vendería un deuda mezzanine de 126 millones de dólares en la propiedad para recaudar dinero. RXR y Werner habían invertido 200 millones en renovaciones. RXR puso 50 millones para renovar los interiores justo antes del vencimiento del contrato de arrendamiento de EY en 2022. El trabajo incluyó el vestíbulo, los letreros exteriores, una nueva área de servicios y un nuevo ascensor en la entrada del metro.